# Lauraceae
Lauraceae, las lauráceas, es una familia de Angiospermas del orden Laurales. Consta de 55 géneros con unas 3500 especies, que se distribuyen por los trópicos del Viejo y Nuevo Mundo y algunas de sus zonas templadas.

## Descripción
- Árboles de hasta 50 m o arbustos, usualmente perennifolios, raramente hierbas trepadoras parásitas (Cassytha). Indumento de pelos simples, unicelulares o bien son glabros.
- Hojas alternas a opuestas o aparentemente verticiladas, simples, enteras (muy raramente lobuladas), a menudo coriáceas, la haz verde brillante y el envés glauco, raramente las hojas jóvenes diferentes de las adultas, reducidas a escamas en Cassytha, con nerviación pinnatinervia y vernación conduplicada o supervoluta, sin estípulas. Estomas anomocíticos, más o menos hundidos.
- Tallos frecuentemente con contrafuertes, raramente con neumatóforos y raíces zancudas, con nodos unilacunares y con 2-3 rastros foliares. Leño con eleócitos presentes. Ramas frecuentemente aquilladas. Corteza generalmente lisa, frecuentemente con pequeñas lenticelas planas, redondas, o a veces con fisuras profundas, conteniendo cristales, usualmente de oxalato cálcico o sílice.
- Inflorescencias usualmente determinadas y axilares (raramente pesudoterminales), tirsoides, tirso-paniculadas, dibotrioides o pseudoumbeladas, raramente capituladas, o flores raramente solitarias por reducción de la inflorescencia; usualmente con un involucro de brácteas en la base de cada grupo umbeliforme, raramente el conjunto de la inflorescencia incluido en grandes brácteas antes de la antesis o sin involucros.
- Plantas dioicas o monoicas con flores unisexuales, perfectas o presentando ginodioecia.
- Flores pequeñas, (1-)2-8(-20) mm de diámetro, actinomorfas, en general trímeras (raramente dímeras, tetrámeras, pentámeras o irregulares), usualmente verdosas, amarillentas o blanquecinas, rara vez rojizas. Receptáculo usualmente separado del ovario, pequeño a netamente dilatado y urceolado. Perianto con 2(-4) verticilos de elementos tepaloides normalmente similares, los 1-2 verticilos internos extraordinarios de origen estaminodial. Androceo usualmente en 4 verticilos, de los cuales el interno suele ser estéril o ausente, a veces 1-2 verticilos más también estériles o ausentes, usualmente los del tercer verticilo con un par de glándulas basales, a veces el número de verticilos superior a 4, en total (3-)12(-32) elementos, anteras (1-)2- o 4-esporangiadas, en este caso un par de microsporangios encima del otro, en los dos verticilos externos extrorsas, en el tercero extrorsas o introrsas, raramente latrorsointrorsas o latrorsoextrorsas, dehiscencia por 2 o 4 valvas de base a ápice, conectivo prominente apicalmente. Gineceo con 1 carpelo unilocular, súpero (ínfero en Hypodaphnis, semiínfero en Eusideroxylon y Potoxylon), estilo con un profundo surco ventral a todo lo largo, estigma apical, capitado, papiloso; óvulo uno, péndulo, anátropo con rafe dorsal, bitégmico, crasinucelado, placentación apical.

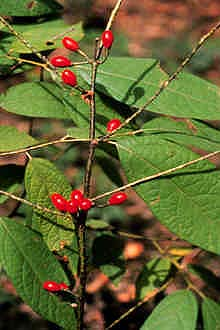
Lindera melissifolia

- Fruto de forma subesférica a claviforme o elipsoidal, en baya monosperma, a veces el receptáculo y el pedicelo del fruto agrandados y formando una cúpula leñosa a carnosa alrededor del fruto completo o solo de la base (aspecto de bellota) formando una cúpula, frecuentemente coloreados o bien una drupa con un endocarpo apenas desarrollado. Raramente los tépalos se vuelven acrescentes. Exocarpo usualmente brillante, a veces céreo, negro a púrpura oscuro, raramente de otro color, mesocarpo usualmente carnoso, apenas o muy engrosado (Persea), con numerosos eleócitos y células mucilaginosas y a veces esclereidas, endocarpo usualmente de una sola capa de células con gruesa pared lignificada, leñoso en Cassytha.
- Semillas con testa delgada (dura en Cassytha), sin endospermo, embrión recto, bien desarrollado, con cotiledones muy grandes, ruminados en Ravensara.
- Polen más o menos esferoidal, oblato en Eusideroxylon y algunas especies de Cryptocarya, inaperturado, exina muy fina, aparentemente discontinua, completamente formada por la ectexina, usualmente equinada, frecuentemente escabrosa entre medio, intina gruesa y estratificada; sin embargo, Cryptocarya natalensis muestra una exina completamente desarrollada.
- Número cromosómico: x = 12 (15?); cariotipo poco variable, 2n = 24, 36, 42, 48, 72.

## Ecología
Las hojas de algunas especies presentan domacios en las axilas de los nervios, habitados por ácaros. Flores protóginas, frecuentemente con complejos sistemas de floración para evitar la autogamia. Los frutos son una fuente importante de alimento para las aves, usualmente especializadas (Cotingidae, Columbidae, Trogonidae, Rhamphastidae, etc.) y altamente dependientes de este alimento. Las aves ingieren el fruto entero y regurgitan intactas las semillas, expandiéndolas en las mejores condiciones para su germinación (ornitocoria). Secundariamente, la dispersión la efectúan monos, ardillas, puercoespines, zarigüeyas y peces. Se conoce la hidrocoria en Caryodaphnopsis.

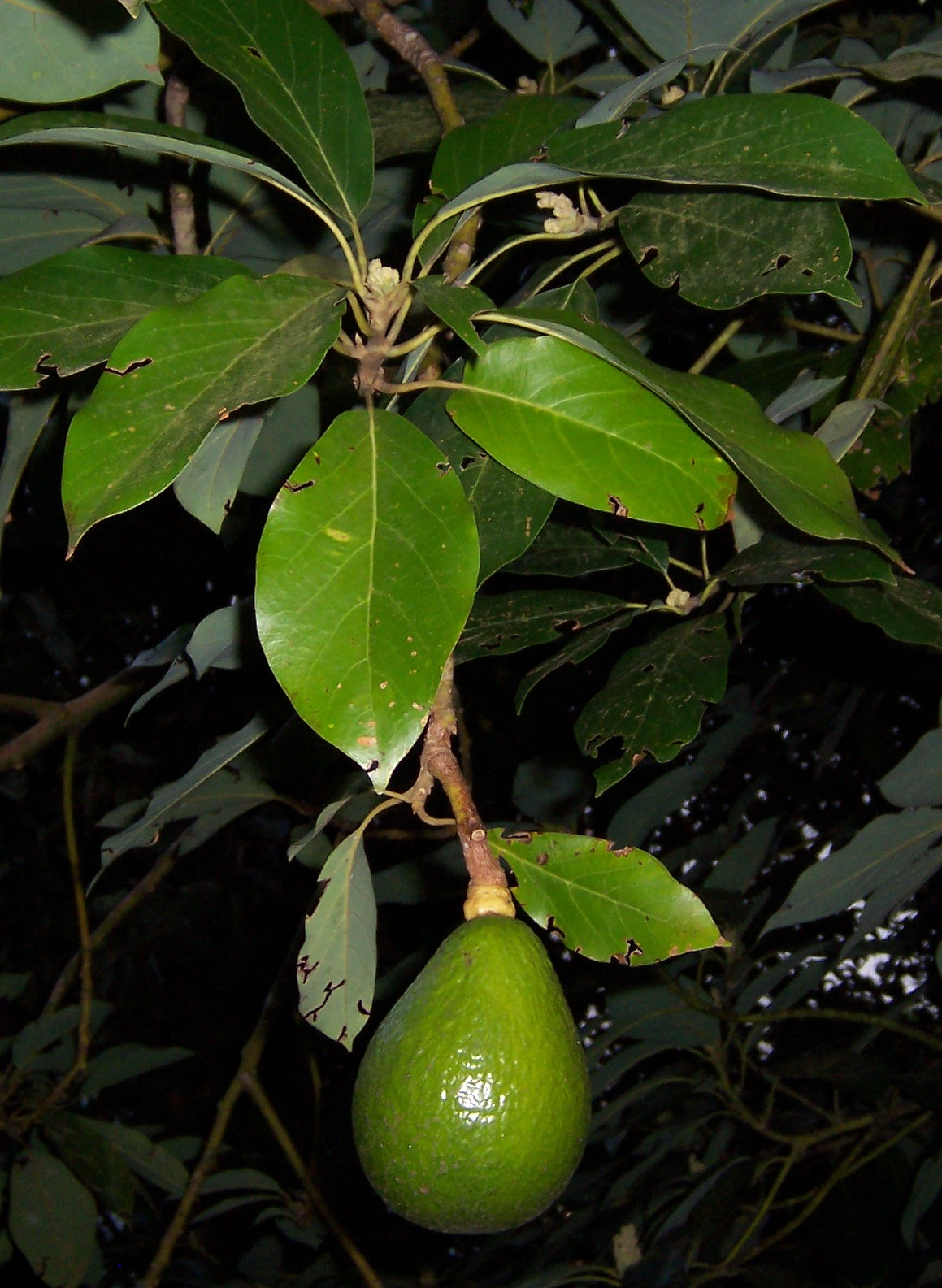
Fruto de Persea americana

La familia se distribuye por áreas tropicales, a excepción de pocas especies que habitan áreas templadas de ambos hemisferios. Los principales centros de diversidad se encuentran en la región indomalaya y en América central y meridional, siendo África relativamente pobre en especies. Habitan las selvas y montañas tropicales, llegando algunas especies a alcanzar los 40 metros, pero son todavía más frecuentes en selvas húmedas de baja altitud. Algunas especies se han adaptado a condiciones más extremas: climas semiáridos, bosques de inundación periódica o arenas casi sin nutrientes.

## Fitoquímica
Alcaloides bencilisoquinolidínicos presentes, fundamentalmente aporfinas, oxoaporfinas y morfinanos, así como derivados de la pavina. Aceites esenciales ampliamente distribuidos, sobre todo terpenoides, bencilbenzoatos, alilfenoles y propenilfenoles. Lignanos y neolignanos presentes, así como flavonoides 5-O-metilados, proantocianidinas, cinamoilamidas, fenilpironas, estirilpironas, policétidos (acetogeninas), furanosesquiterpenos y lactonas sesquiterpénicas (germanacrólidos, elemanólidos, eudesmanólidos y guayanólidos).

## Usos
Las lauráceas son importantes componentes de numerosos bosques y selvas en todo el planeta. El producto más apreciado actualmente es el fruto de Persea americana (llamado aguacate o palta), que se usa en ensaladas y en la obtención de aceite para cosmética.  Una de las principales especias, la canela, se obtiene de la corteza del canelo o canelero (Cinnamomum verum) y unas pocas especies cercanas de inferior calidad. La corteza de cassia se obtiene de Cinnamomum cassia. Se extraen perfumes y fármacos de los aceites esenciales de Aniba rosaeodora, Ocotea odorifera y Cinnamomum camphora (el alcanforero). La madera de algunas especies se explota a nivel local por su resistencia o por su belleza, para mobiliario, pero solo unas pocas se comercializan a nivel mundial: Chlorocardium rodiaei, Eusideroxylon zwageri, Ocotea porosa y Endiandra palmerstonii. Una especie sudafricana sobreexplotada (Ocotea bullata) ha tenido que ser protegida.

## Fósiles
Se ha sugerido una edad de aparición de la familia de 174 +/- 32 Ma, mientras que algunos autores (véase Li et al., 2004, en referencias) no creen que el origen haya que buscarlo más allá del Cretácico medio. Se conocen flores fósiles atribuibles a esta familia de las arcillas cenomanienses (Cretácico medio, hace 90-98 Ma) de los Estados Unidos orientales (Mauldinia mirabilis). La familia es común en los estratos terciarios de Europa y Norteamérica, pero desapareció prácticamente de Europa central en el Mioceno superior. Debido a su extraordinaria fragilidad, el polen de las lauráceas no se conserva bien y se conoce solo de estratos relativamente recientes.

## Posición sistemática
Las lauráceas se han considerado siempre un grupo primitivo de Angiospermas. El APW (Angiosperm Phylogeny Website) considera que forma parte del grupo avanzado del Orden Laurales, siendo la familia más avanzada y grupo hermano de las hernandiáceas (cf. AP-website).

## Táxones incluidos

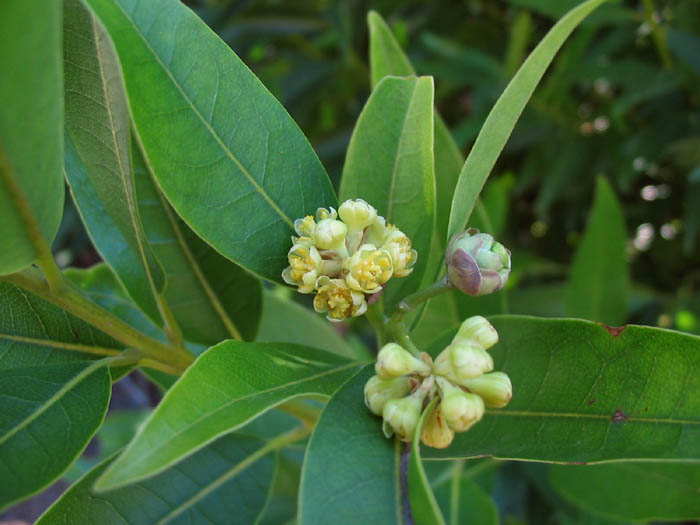
Flores y hojas de Umbellularia californica

La sistemática interna de la familia plantea todavía muchos problemas sin solución, p. ej., la división en géneros se basa en caracteres que pueden variar dentro incluso de la misma flor (tecas 2- o 4-esporangiadas, colocación de las mismas, etc.), por lo que no son fiables. En la mayoría de los análisis filogenéticos, Hypodaphnis aparece como la rama basal, grupo hermano del resto de la familia. No existe coincidencia en los diferentes análisis acerca de si Cassytha o el grupo de géneros cercanos a Cryptocarya y Beilschmiedia sería la siguiente rama del árbol filogenético. La pareja Caryodaphnopsis + Neocinnamomum formarían la siguiente rama, que sería el grupo hermano del núcleo principal de las lauráceas. Este núcleo, cuyas distancias filogenéticas parecen muy cortas, estaría compuesto (por orden de ramificación) por: a) el grupo compuesto por Chlorocardium y los géneros del llamado subgrupo de Mezilaurus; b) el subgrupo de Persea; c) un grupo poco definido en el que se incluirían los géneros Lindera, Litsea, Neolitsea, Sassafras y quizás Actinodaphne (parte de la tribu Laureae en sentido clásico); d) un grupo avanzado terminal formado los subgrupos de Ocotea, de Aniba y el resto de la tribu Laureae, entre los que destacaría el hecho de que ni el género Ocotea, ni Nectandra ni Cinnamomum serían monofiléticos (como se sospechaba ya), así como que no existiría una diferencia real entre los géneros Aniba, Dicypellium y Urbanodendron. Los géneros Actinodaphne, Litsea, Neolitsea y Lindera tampoco serían monofiléticos (Li et al., 2004, véase referencia).
La lista de géneros que se incluye a continuación incluye algunos géneros de validez dudosa, pero el estado de los conocimientos actuales de la sistemática de la familia no permite mayor exactitud. Ha sido compilada a partir de trabajos recientes.
| - Actinodaphne Nees, 1831 - Adenodaphne S. Moore, 1921 - Aiouea Aubl., 1775 - Alseodaphne Nees, 1831 - Anaueria Kosterm., 1938 - Aniba Aubl., 1775 - Apollonias Nees, 1833 - Aspidostemon Rohwer & H.G. Richt., 1987 - Beilschmiedia Nees, 1831 - Camphora Fabr., 1759 - Caryodaphnopsis Airy Shaw, 1940 - Cassytha L., 1753 - Chlorocardium Rohwer, H.G. Richt. & van der Werff, 1991 - Cinnadenia Kosterm., 1973 - Cinnamomum Schaeff., 1760 - Cryptocarya R.Br., 1810 - Dehaasia Blume, 1835 - Dicypellium Nees & Mart., 1833 - Dodecadenia Nees, 1831 - Endiandra R.Br., 1810 - Endlicheria Nees, 1833 - Eusideroxylon Teijsm. & Binn., 1863 - Hexapora Hook.f., 1886 - Hypodaphnis Stapf, 1909 - Iteadaphne Blume, 1851 - Laurus L., 1753 - Licaria Aubl., 1775 - Lindera Thunb., 1783 | - Litsea Lam., 1792 - Mezilaurus Taub., 1892 - Mocinnodaphne Lorea-Hern., 1995 - Nectandra Rol. ex Rottb., 1778 - Neocinnamomum H. Liu, 1932 - Neolitsea (Benth. & Hook.f., 1880) Merr., 1906 - Nothaphoebe Blume, 1851 - Ocotea Aubl., 1775 - Paraia Rohwer, H.G. Richt. & van der Werff, 1991 - Parasassafras D.G. Long, 1984 - Persea Mill., 1754 - Phoebe Nees, 1836 - Phyllostemonodaphne Kosterm., 1936 - Pleurothyrium Nees, 1836 - Potameia Thouars, 1806 - Potoxylon Kosterm., 1978 - Povedadaphne W.C. Burger, 1988 - Pseudolitsea Yang, 1945 - Ravensara Sonn., 1782 - Rhodostemonodaphne Rohwer & Kubitzki, 1985 - Sassafras J. Presl in Bercht. & J. Presl, 1825 - Sextonia van der Werff, 1998 - Sinosassafras H.W. Li, 1985 - Systemonodaphne Mez, 1889 - Triadodaphne Kosterm., 1974 - Umbellularia (Nees, 1836) Nutt., 1842 - Urbanodendron Mez, 1889 - Williamodendron Kubitzki & H.G. Richt., 1987 |

## Bibliografía

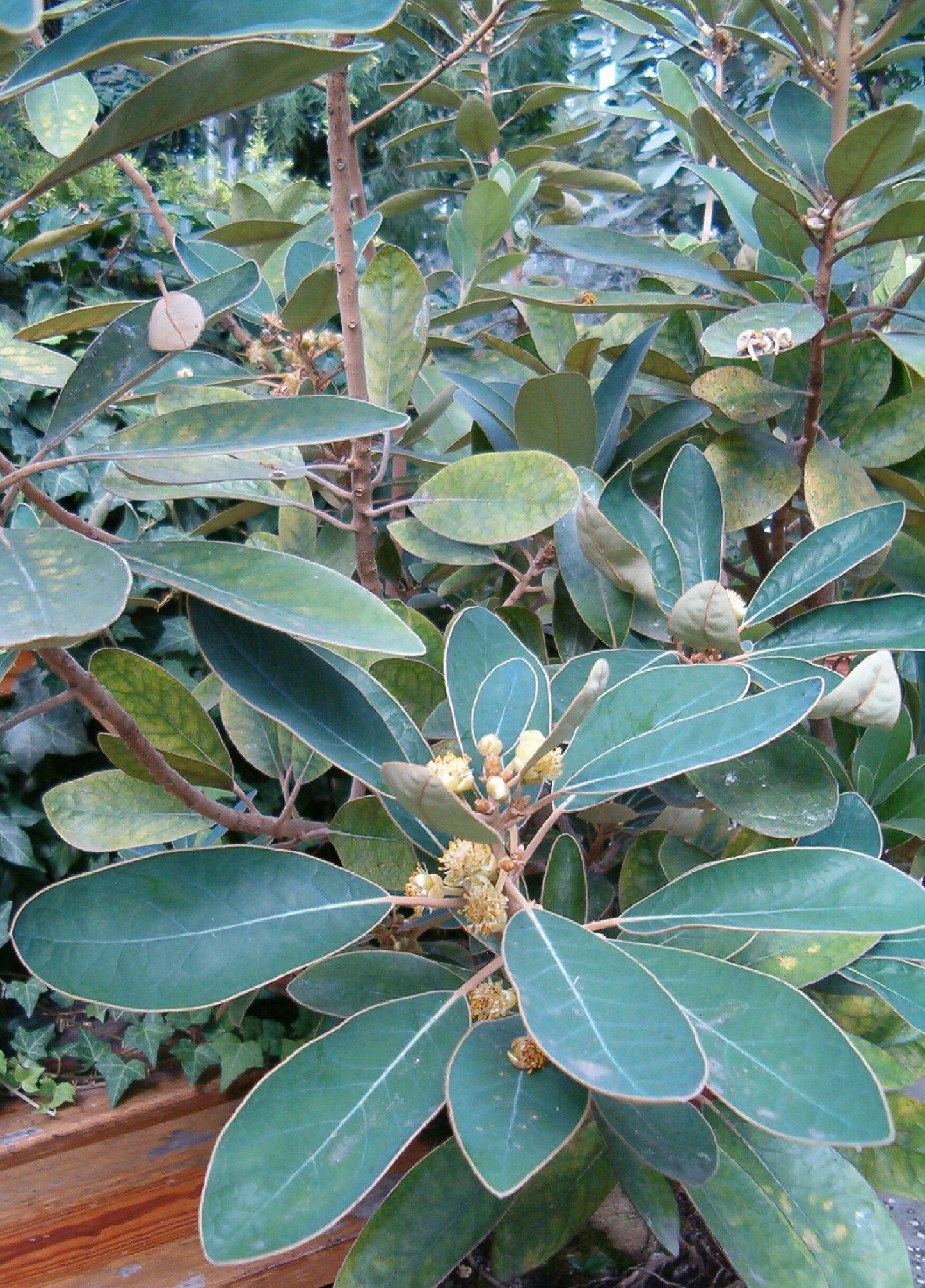
Litsea japonica

## Sinónimos
- Cassythaceae, Perseaceae